# Ribble Weldtite Pro Cycling
Das Team Ribble Weldtite Pro Cycling ist ein britisches Radsportteam mit Sitz in Stockton-on-Tees.

## Geschichte
Das Team wurde zur Saison 2017 gegründet. Durch über 100 Siege auf der Straße und der Bahn in den Jahren 2017 und 2018 wurde das Team zu einem der erfolgreichsten Vereine auf nationaler Ebene. Seit der Saison 2019 ist es im Besitz einer Lizenz als UCI Continental Team.
Das Team besteht zum großen Teil aus britischen Fahrern, daher legt das Team den Fokus auf die nationalen Rennen und nimmt nur an ausgewählten internationalen Rennen teil. Seit der Saison 2021 hat das Team mit dem ehemaligen Radrennfahrer Colin Sturgess einen neuen sportlichen Leiter.

## Erfolge
2019
| Datum      | Rennen                   | Kat. | Fahrer         |
| ---------- | ------------------------ | ---- | -------------- |
| 20. August | Grand Prix des Marbriers | 1.2  | Damien Clayton |

2020
- keine -
2021
- keine -

## Platzierungen in UCI-Ranglisten
UCI Europe Tour
| Saison | Mannschaftswertung | Fahrerwertung            |
| ------ | ------------------ | ------------------------ |
| 2019   | 72.                | John Archibald (366.)    |
| 2020   | 82.                | Kevin Mccambridge (571.) |

UCI-Weltrangliste
| Saison | Mannschaftswertung | Fahrerwertung     |
| ------ | ------------------ | ----------------- |
| 2021   | 78.                | James Shaw (303.) |